# Athlītikos Syllogos Papagou
L'Athlītikos Syllogos Papagou, (in greco: Αθλητικός Σύλλογος Παπάγου) è una società cestistica avente sede a Papagos, in Grecia. Fondata nel 1976, ha giocato nel campionato greco.

## Palmarès
- A2 Ethniki: 3

1989-1990, 1992-1993, 1994-1995